# Saint-Lazare-de-Bellechasse
Pour les articles homonymes, voir Saint-Lazare et Bellechasse (homonymie).
Saint-Lazare-de-Bellechasse est une municipalité canadienne au Québec, chef-lieu de la MRC de Bellechasse, dans la région de Chaudière-Appalaches. 

## Toponymie
Elle est nommée en l'honneur du disciple Lazare.

## Histoire

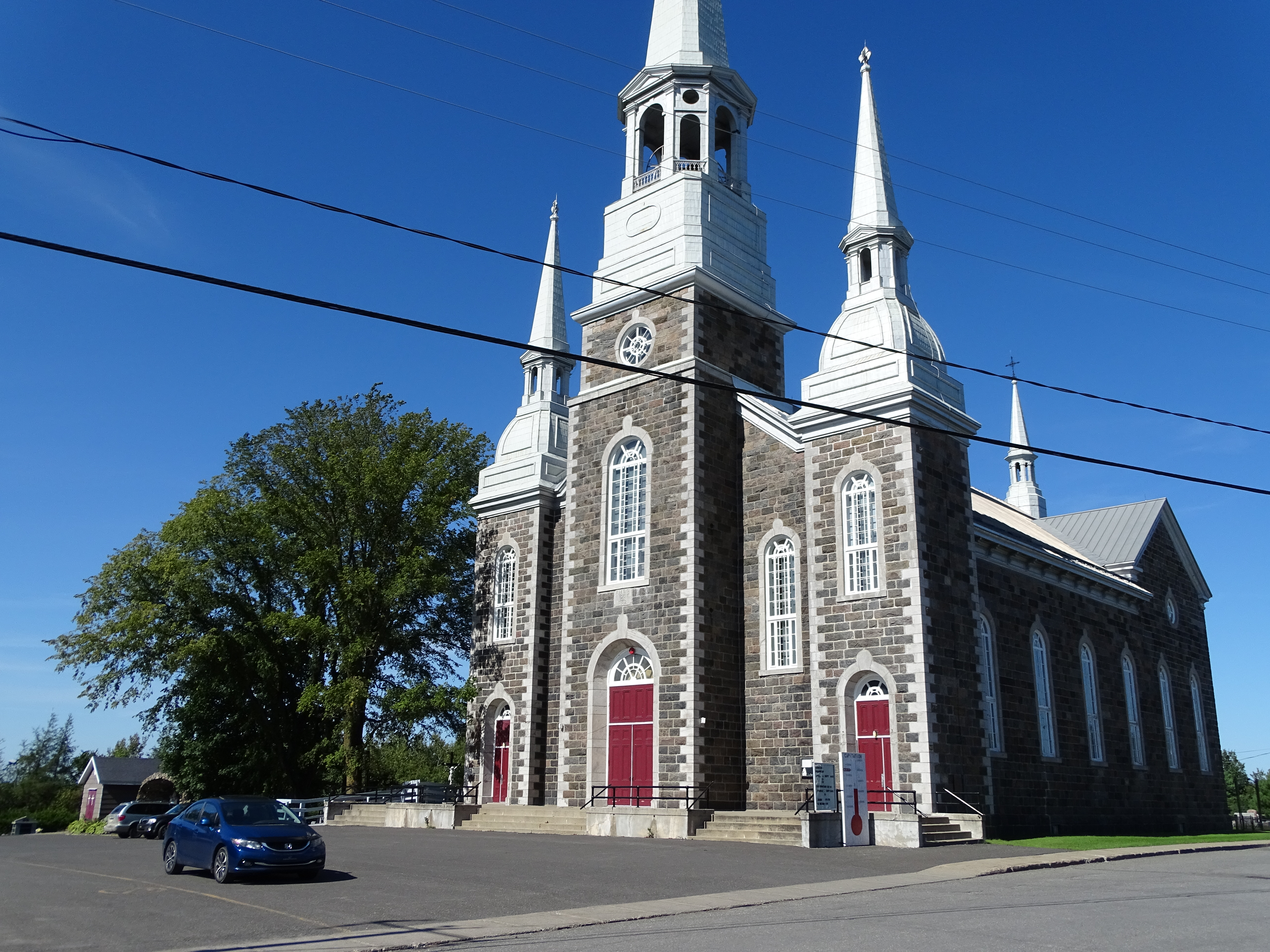
Église de Saint-Lazare

Le nom de la municipalité a été donné en l'honneur d'un homme, Lazare Buteau (1749-1830), qui avait promis de donner 1600$ pour la construction de l'église. Cela a été honoré par sa veuve, Marguerite Marcoux, puisqu'il avait le même prénom qu'un disciple du Christ. Le choix a donc été facile à accepter par les colonisateurs.

## Géographie
Elle est située à environ 289 km de Montréal et 62 km de Québec. La route 279 traverse la municipalité. 
La rivière des Abénaquis, affluent de la rivière Etchemin, coule vers les sud-ouest dans les pointes sud-est de la municipalité.  À l'est de la municipalité se trouve une portion du lac Vert, bordée de plusieurs résidences, notamment du côté de Saint-Nérée-de-Bellechasse.

## Démographie
| 1991  | 1996  | 2001  | 2006  | 2011  | 2016  | 2021  |
| ----- | ----- | ----- | ----- | ----- | ----- | ----- |
| 1 300 | 1 249 | 1 183 | 1 155 | 1 172 | 1 288 | 1 332 |

## Administration
Les élections municipales se font en bloc pour le maire et les six conseillers.
| Saint-Lazare-de-Bellechasse Maires depuis 2003                                                                       |                |         |          |
| Élection | Maire          | Qualité | Résultat |
| 2003 | Fernand Labbé  |         | Voir     |
| 2005 | Martin J. Côté |         | Voir     |
| 2009 | Martin J. Côté | Voir    |          |
| 2013 | Martin J. Côté | Voir    |          |
| 2017 | Martin J. Côté | Voir    |          |
| 2021 | Martin J. Côté | Voir    |          |
| Élection partielle en italique Depuis 2005, les élections sont simultanées dans toutes les municipalités québécoises |                |         |          |

## Personnalités liées
- Lili Richard, peintre québécoise y est née.
- Marthe Laverdière, horticultrice, conteuse et animatrice y est née.
- Nicolas Létourneau, comédien.